# Rudolf Lukes
Rudolf Hans Peter Lukes (* 30. Oktober 1924 in München; † 30. April 2004 ebenda) war ein deutscher Rechtswissenschaftler.

## Leben
Lukes war der Sohn eines Kaufmanns. Er studierte Rechts- und Staatswissenschaft an der Universität München und absolvierte 1948 bzw. 1950 seine juristischen Staatsexamen. Nach den Promotionen zum Dr. iur. am 4. August 1950 und zum Dr. oec. publ. am 23. Oktober 1952 in München und Habilitation an der Universität München am 5. August 1959 wurde er ordentlicher Professor für Bürgerliches Recht, Handelsrecht, deutsches und europäisches Wirtschaftsrecht in Münster. Er leitete die dortige Forschungsstelle Recht und Technik. Von 1960 bis 1972 war er außerdem Oberlandesgerichtsrat im Nebenamt. Nach seiner Emeritierung 1990 war er als Rechtsanwalt (Of Counsel) für Haarmann, Hemmelrath & Partner tätig.

## Schriften (Auswahl)
- Überbetriebliche technische Normung in den Rechtsordnungen ausgewählter EWG- und EFTA-Staaten. Frankreich, Grossbritannien, Italien, Österreich, Schweden. Köln 1979, ISBN 3-452-18640-7.
- Reform der Produkthaftung. Bestrebungen insbesondere auf europäischer Ebene und ihre Verwirklichung im deutschen Recht. Köln 1979, ISBN 3-452-18527-3.
- Schutzrechtsdauer beim Sortenschutzrecht. Köln 1982, ISBN 3-452-19291-1.
- Sachverständigentätigkeit nach der GashochdruckleitungsVO. Insbesondere zur abschließenden Prüfung von Gashochdruckleitungen und Schlußbescheinigung nach § 6 Abs. 2 der GashochdruckleitungsVO sowie zu den Sachverständigenzuständigkeiten unter besonderer Berücksichtigung von kathodischen Korrosionsschutzanlagen. Heidelberg 1983, ISBN 3-8005-6959-0.